# Wences Casares
Wenceslao Casares, também conhecido como Wences Casares (nascido no dia 26 de fevereiro de 1974) é um empreendedor argentino do setor de tecnologia e filantropo com experiência em negócios globais cujas especialidades são tecnologia e empreendimentos financeiros. Ele é o CEO da Bitcoin Wallet, Xapo e fundou a Internet Argentina, Wanako Games, Patagon, Lemon Wallet e Banco Lemon. Casares integra o conselho do Paypal, Coin Center e também da Kiva e da Viva Trust.
Ele é um defensor do bitcoin, que, em sua visão, se tornará maior do que a Internet. Conferencista habitual na Allen & Company Sun Valley Conference, Casares previu o valor de US$ 1 milhão para o bitcoin.

## Juventude
Casares é o mais velho dos quatro filhos de uma família de criadores de ovelhas na Patagônia, Argentina. No ensino médio, Casares ganhou uma bolsa de estudos no  Rotary Club como estudante de intercâmbio em Washington, Pensilvânia. Casares, em uma entrevista ao USA Today, recordou-se de que a bolsa de estudos "mudou sua vida" e, a respeito dos americanos, afirmou: "A atitude deles espelha a convicção de que tudo é possível". Ele voltou a Buenos Aires para cursar administração de empresas durante três anos na Universidade de San Andrés e abandonou a universidade para lançar o primeiro Fornecedor de acesso à Internet da Argentina, a Internet Argentina S.A., em 1994.
Ele saiu da empresa e depois fundou uma corretora argentina online, a Patagon, em 1997. A Patagon consolidou-se como o principal portal de Internet de serviços financeiros da América Latina e expandiu seus serviços bancários online para os Estados Unidos, Espanha e Alemanha. A Patagon foi adquirida por um banco espanhol, o Banco Santander, por US$ 750 milhões e tornou-se Santander Online no mundo inteiro. Na lista de investidores da Patagon figuravam George Soros, Intel, Microsoft, JP Morgan Chase e o empreendedor Fred Wilson, que disse à Sarah Lacy, jornalista da TechCrunch,  que "Casares é um dos melhores empresários que ele já apoiou". Cesares concluiu posteriormente o Owner/President Management Program da Universidade de Harvard.

## Carreira
Em 2002, Casares fundou a Wanako Games, (posteriormente Behavior Santiago), uma empresa de desenvolvimento de videogames sediada em Nova York. A Wanako Games era conhecida sobretudo pelo jogo de sucesso Assault Heroes e foi adquirida pela Activision em 2007.
Também no ano de 2002, Casares, junto com seus sócios, fundou o Banco Lemon, um banco de varejo para quem dispunha de cobertura insuficiente por parte do sistema bancário no Brasil. O Banco do Brasil, o maior banco brasileiro, adquiriu o Banco Lemon em junho de 2009. Casares foi o fundador e CEO da Lemon Wallet, uma plataforma de carteira digital. Em 2013, a empresa americana LifeLock comprou a Lemon por aproximadamente US$ 43 milhões.

### Xapo
Casares é o CEO da Xapo, uma startup de carteira de bitcoin sediada em Palo Alto, Califórnia.  A Xapo é tida como a maior custodiante de bitcoin do mundo, e acredita-se que ela detenha até US$ 10 bilhões da criptomoeda em caixas fortes subterrâneos em cinco continentes, incluindo um antigo bunker militar suíço. A Xapo levantou US$ 40 milhões das mais proeminentes empresas de capital de risco do Vale do Silício. A Quartz afirmou que Casares foi o empresário que convenceu Bill Gates, Reid Hoffman e outros veteranos em tecnologia no Vale do Silício a investir em bitcoin.

## Filantropia
Em 2011, Casares integrou o júri dos prêmios da Cartier Women’s Initiative. Ele é integrante da Turma de 2017 do Henry Crown Fellows do Aspen Institute. Ele é membro eleito da Turma de 2011 da “Young Global Leaders” do Fórum Econômico Mundial e comparece regularmente à Reunião Anual do Fórum Econômico Mundial em Davos, Suíça. Ele é membro da Young Presidents' Organization. Em 2010, Casares estabeleceu uma parceria com Pablo Bosch para a fundação de Las Majadas de Pirque, um estabelecimento de inovação e capital social pertencente a Casares em Santiago, Chile.

## Vida pessoal
Casares reside com a esposa e três filhos em Palo Alto, Califórnia. De 2004 a 2007, Casares e a família circum-navegaram o globo em seu catamarã, o Simpática.